# التاسع برنس
التاسع برنس (بالإنجليزية: 9th Prince) هو رابر ومغني وموسيقي أمريكي، ولد في عقد 1970 في جزيرة ستاتن في الولايات المتحدة.

## وصلات خارجية
- التاسع برنس على موقع ميوزك برينز (الإنجليزية)
- التاسع برنس على موقع ديسكوغز (الإنجليزية)